# Cambión
En la mitología europea y literatura ocultista, un cambión es un ser mitad humano y mitad demonio descendiente de un íncubo, súcubo, o de otro demonio y un humano. En sus inicios, la palabra se relaciona con cambio y es probablemente cognada del término niño cambiado. Desde al menos el siglo XIX, se ha referido a la descendencia de un demonio con un humano.

## Historia
La palabra cambión apareció en una inscripción de principios del siglo I d. C. en la Galia (Francia romana). El lingüista Benjamin W. Forston IV opina que:

...cambión es de la raíz celta -kamb 'torcido', que también se refiere al movimiento e intercambio de ida y vuelta. En última instancia, es la fuente del inglés change a través del latín tardío cambiare, un préstamo del celta.

Guillermo de Auvernia, en su obra De Universo del siglo XIII, escribió sobre «cambiones, de cambiti, es decir, "habiendo sido intercambiados"», los «hijos de demonios íncubos» sustituidos por bebés humanos. Estos bebés lloran constantemente pidiendo leche y no pueden ser satisfechos ni siquiera por cuatro nodrizas. Richard Firth Green señala que esto «se convertiría en la explicación escolástica estándar para los niños cambiados a lo largo de la Edad Media».
La primera aparición evidenciada de la palabra cambión en el sentido de una descendencia de dos demonios se encuentra en el Diccionario Infernal de 1818. La edición de 1825 de ese libro tiene la siguiente entrada:

CAMBION, -- Enfants des Demons. Delancre et Bodin pensent que les démons incubes peuvent s'unir aux démones succubes, et qu'il nait de leur commerce des enfants hideux qu'on nomme cambions...

Traducción al español::

CAMBIÓN, -- Hijos de demonios. Delancre y Bodin piensan que los demonios íncubos pueden unirse con los demonios súcubos, y que de su comercio nacerán niños horribles llamados cambiones...

En la Enciclopedia de Ocultismo y Parapsicología, se dice nuevamente que el cambión es el descendiente directo del íncubo y el súcubo, renunciando a cualquier necesidad de participación humana. Esta encarnación mantiene la ausencia de aliento o pulso hasta los siete años de edad, y también era increíblemente pesada (incluso demasiado pesada para que la llevara un caballo) y que lloraba al ser tocada.
Desde al menos el siglo XIX, cambión ha adquirido una definición más amplia: el hijo de un íncubo o un súcubo con un humano. En 1874, Trabajadores del mar de Victor Hugo definió a un cambión como el hijo de una mujer y el diablo. También, en 1983, se le describió como un híbrido de humano y demonio en el Monster Manual II de Dungeons and Dragons.

## Híbridos humano-demonio
El concepto de descendencia de humanos y demonios fue un tema de debate en la Edad Media. El influyente Malleus Maleficarum, que ha sido descrito como el principal compendio de literatura en demonología del siglo XV, afirma que los demonios, incluidos el íncubo y el súcubo, son incapaces de reproducirse:

Además, engendrar un hijo es el acto de un cuerpo vivo, pero los demonios no pueden conferir vida a los cuerpos que asumen; porque la vida procede formalmente solo del alma, y el acto de generación es el acto de los órganos físicos que tienen vida corporal. Por tanto, los cuerpos que se asumen de esta manera no pueden engendrar ni dar a luz.

Debido a esta incapacidad para crear o criar vida, el método en que se crea un cambión requiere una larga duración. Un súcubo tendrá relaciones sexuales con un hombre humano y así adquirirá una muestra de su semen. Esto luego lo pasará a un íncubo, que luego corrompe y fortalece la semilla. El íncubo, a su vez, transferirá este semen humano a una hembra humana y así la fecundará.

Sin embargo, se puede decir que estos demonios asumen un cuerpo no para que puedan conferirle vida, sino para que por medio de este cuerpo puedan preservar el semen humano y pasar el semen a otro cuerpo.

El texto continúa discutiendo extensamente los argumentos a favor y en contra de si este proceso es posible, citando una serie de citas bíblicas y eruditos destacados en apoyo de sus argumentos, y finalmente concluye que este es, sin duda, el método que utilizan tales demonios.
Sin embargo, el Malleus Maleficarum nunca usa la palabra cambión, refiriéndose a los hijos de los íncubos como campsores ('cambistas') o wechselkinder (el término alemán para los niños cambiados).

## En la cultura popular
- Hellboy es un cambión, siendo el descendiente del demonio Azzael y una mujer humana, Sarah Hughes.[7]
- Merlín a veces se considera un cambión, hijo de una mujer mortal y un íncubo.
- La personaje de DC Comics  Raven es una cambión, siendo la descendiente de su malvado padre demoníaco, Trigon, y una mujer humana, Arella . [cita requerida]